# Східне Онтаріо
Схі́дне Онта́ріо — частина області Південне Онтаріо в канадській провінції Онтаріо, розташоване між річкою Оттава та річкою Святого Лаврентія. Воно має спільний водний кордон із провінцією Квебек на півночі та зі штатом Нью-Йорк (США) на півдні та сході.

## Історія
Французькі дослідники та торговці хутром були першими європейцями, що з'явилися в регіоні. Самюель де Шамплен перетнув річку Оттава 1615 року і попрямував далі до Великих озер.
Серед усіх регіонів провінції, Східне Онтаріо зазнало найбільшого впливу лоялістів, американських переселенців у Верхню Канаду після війни за незалежність.
У той же час відбувалася сильна міграція шотландців та ірландців, переважно в районі сучасної Оттави. Багато хто з них приїхав за урядовою програмою із заселення територій та заповнення нестачі робочої сили. Разом із франко-онтарійцями вони стали основними будівельниками каналу Рідо та були зайняті в лісозаготівлі.

## Адміністративний поділ

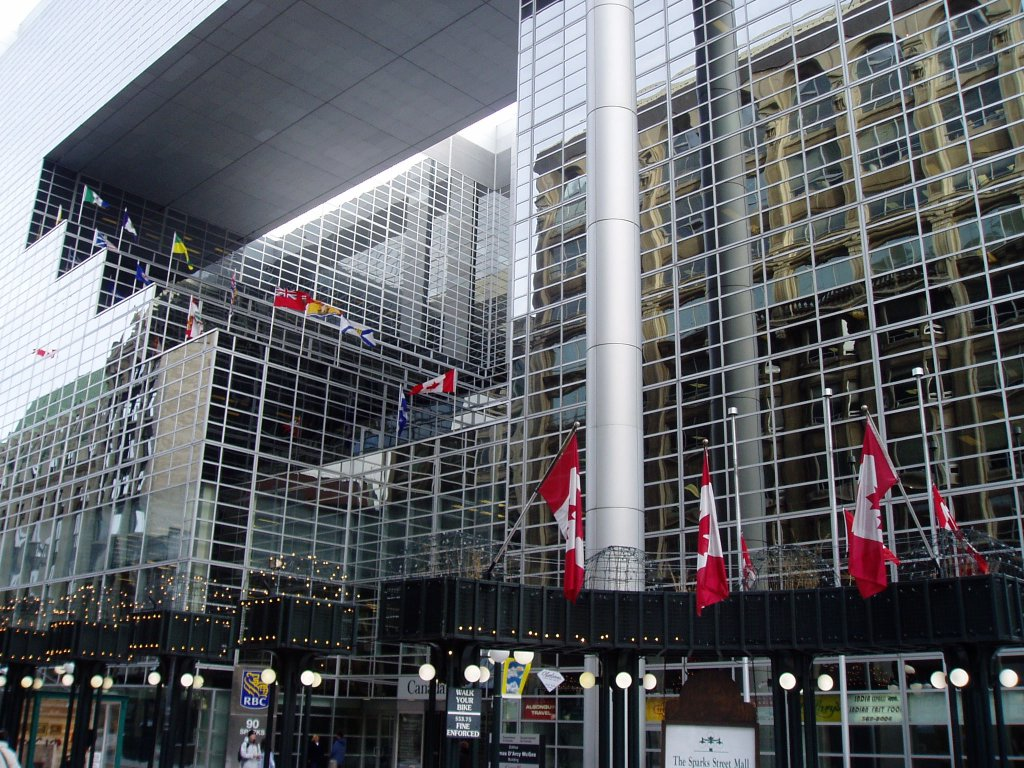
Даунтаун у Оттаві.

### Регіони
Межі області всередині провінції різні в різних джерелах. Деякі джерела включають до області Гастінгс, Принс-Едвард і навіть Нортумберленд, але за іншими джерелами останні є частиною Центрального Онтаріо.
Строго кажучи, Східне Онтаріо є частиною провінції, яка лежить на схід від протоки між озером Онтаріо та річкою Святого Лаврентія. Область включає такі регіони: графство Прескотт і Рассел, графство Стормонт, Дандас і Ґленґаррі, графство Ланарк, графство Ренфрю, графство Лідс і Ґренвілл, графство Фронтенак, графство Леннокс та Еддінгтон і Оттава.

### Великі міста
Найбільшим містом Східного Онтаріо, помітно обганяючи решту міст, є нещодавно об'єднана Оттава, столиця Канади. В Оттаві проживає близько 60 % від населення області. Другим великим містом, що не входить до національного столичного регіону, є Кінгстон, який сам колись був столицею провінції Онтаріо.

## Географія

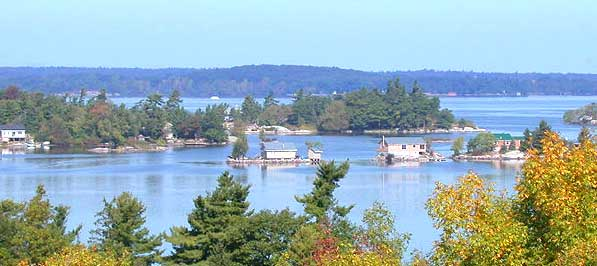
Тисяча островів

На сході Східного Онтаріо розташовані переважно поля з невеликими ділянками лісів та боліт. Деякі низовинні ділянки схильні до повеней, особливо на берегах річки Саут-Нейшн.
Лаврентійська височина, яка є частиною Канадського щита, розрізає область від верхів'я річки Оттави до річки Святого Лаврентія. Деякі вершини досягають висоти 400 метрів над рівнем річки Оттави. Тут також є дуже багато озер. На кордоні зі штатом Нью-Йорк лежить мальовничий архіпелаг Тисяча островів.
Оттава розташована на злитті річок Рідо та Оттава. На річках є безліч порогів та водоспадів. Основною породою тут є вапняк, який, зокрема, використано при будівництві каналу Рідо, що з'єднує Кінгстон та Оттаву водним шляхом.

## Клімат
У Східному Онтаріо вологий континентальний клімат з великими сезонними коливаннями. В Оттаві за зиму випадає до 250 см снігу, який залишається щонайменше на два місяці. Середня температура січня –6 °C. Літо в долинах річки Оттава та річки Святого Лаврентія тепле та вологе і зазвичай триває довше від зими. Максимальна температура липня становить у середньому 27 °C, але може досягати і 35 °C. У серпні бувають сильні грози.

## Освіта

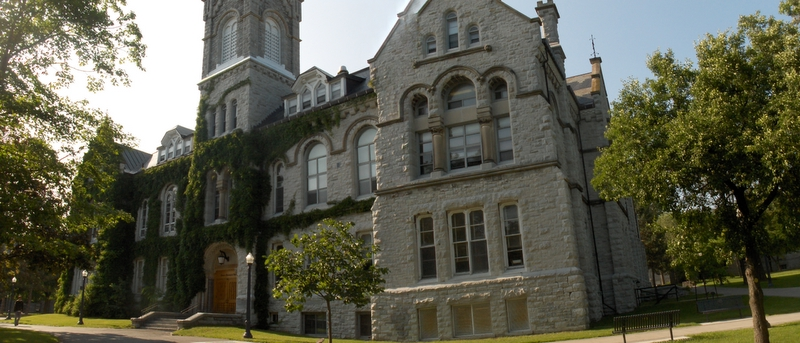
Будинок Школи релігії Університету Квінс

В області розташовані кілька коледжів та університетів, зокрема, Карлтонський університет, Королівський військовий коледж Канади, університет Квінз, Оттавський університет.

## Туризм
Основу економіки регіону становлять сільське господарство та туризм. Оттава — столиця Канади — найвідвідуваніше канадськими туристами місто країни.